# 上洞駅 (全羅北道)
上洞駅（サンドンえき）は、かつて大韓民国全羅北道南原市にあった韓国鉄道公社全羅線の駅である。

## 歴史
- 1966年10月11日：開業[1]
- 1977年3月1日：廃止